# Martha Goldstein
Martha Goldstein (nascuda Martha Svendsen; Baltimore, Maryland, 10 de juny de 1919 − Seattle, Washington, 14 de febrer de 2014) va ser una intèrpret de clavicèmbal i piano que va donar concerts als Estats Units, al Nord d'Àfrica, a l'Orient Mitjà i a Europa. Va presentar obres, entre d'altres, de Georg Friedrich Händel, Frédéric Chopin, Georg Philipp Telemann, Franz Liszt i Ferruccio Busoni.

## Trajectòria
Va realitzar els seus estudis en el Conservatori Peabody i a l'Escola Juilliard i va estudiar amb Audrey Plitt, Eliza Woods, James Friskin i Mieczysław Munz. Va ensenyar en el Conservatori Peabody durant 20 anys i en el Col·legi de Cornualles de les Arts. També va actuar com a artista convidada amb el Quintet de Vents Ventorum Soni, quintet de vent en residència a l'Escola de Música de la Universitat de Washington des de 1968.
Moltes de les gravacions de Martha Goldstein van ser publicades per primera vegada en el segell discogràfic Pandora Records, fundada l'any 1973 i en actiu més de deu anys. L'empresa va sortir del negoci amb l'arribada dels CDs. L'arxiu complet de les seves gravacions ja està disponible per a descarregar-se sense restriccions i es poden trobar en molts llocs web de descàrrega, inclosa la Viquipèdia (vegeu Commons:Martha Goldstein). Sovint les seves gravacions reflecteixen una interpretació històrica informada, amb l'ús d'instruments originals i afinacions de l'època.

## Gravacions
- Bach: Flute sonates.Complete and Authentic Works from the Neue Bach Gesellshaft. Alex Murray (flauta barroca); Martha Goldstein (clavecín). Pandora Records (1974) cat. no. PA 104.
- Chopin: Études, Op. 10; Études, Op. 25. Pandora Records, cat. no. PA 107.
- Bach: Flute Sonates. Incomplete and Controversial Sonates. Alex Murray (flauta barroca); Martha Goldstein (clavecín). Pandora Records, cat. no. PA 105.
- Bach / Martha Goldstein - The Sound of the Keyboard Lute. Pandora Records, cat. no. PA 111.
- Brahms: Waltzes. Pandora Records (1987), cat. no. PA 119.
- Bach: Music for Només Traverso, Volume I. Alex Murray (flauta barroca); Martha Goldstein (clavecín). Pandora Records, cat. no. PC 176.